# Armando Suárez
J. Armando Suárez García (* 1910 en Jalisco, México) fue un futbolista mexicano, socio y presidente del Club Deportivo Guadalajara. Como futbolista se desempeñó en la posición de defensa y el único club donde jugó fue el Club Deportivo Guadalajara, participando en la Liga de Occidente. Su período como presidente de la institución rojiblanca fue de 1937 a 1938.

## Biografía
Nació en el año de 1910 en el estado de Jalisco siendo hijo de Petra García. Contrajo matrimonio con Margarita Guízar, con quien tuvo como hijos a Javier Armando Suárez Guízar que nació el 6 de octubre de 1934 y Francisco Javier Suárez Guízar. Su residencia se encontraba ubicada en la calle San Felipe número 1072 de la ciudad de Guadalajara.
Ingresó a la institución rojiblanca a finales de la década de 1920. Su debut con el primer equipo de fútbol del Guadalajara se da en la temporada 1930-1931 de la Liga de Occidente, manteniéndose activo como defensa y posteriormente como mediocampista hasta el año de 1937, cuando pasaría a formar parte de la estructura administrativa de la institución.
Fue presidente del club en el período de 1937 a 1938, tomó protesta como presidente el 12 de enero de 1937. Después de ser presidente, se desempeñó en otros deportes dentro del mismo club, destacando su participación como tenista.